# Öfversigt af Förhandlingar: Kongl. Svenska Vetenskaps-Akademien
Öfversigt af Kongl. Vetenskaps-Akademiens Forhandlingar (abreviado Öfvers. Kongl. Vetensk.-Akad. Förh. o Öfvers. Förh. Kongl. Svenska Vetensk.-Akad.) fue una revista con ilustraciones y descripciones botánicas que fue publicada en Estocolmo, donde se publicaron 63 números  desde 1844 hasta 1902 con el título de Öfversigt af Förhandlingar: Kongl. Svenska Vetenskaps-Akademien. Continuó editándose desde 1903 como Arkiv för botanik siendo reemplazado posteriormente por Kungliga Svenska Vetenskaps-Akademien